# Taba Tebelet
Taba Tebelet is een bestuurslaag in het regentschap Kepahiang van de provincie Bengkulu, Indonesië. Taba Tebelet telt 814 inwoners (volkstelling 2010).